# Strobilanthes pateriformis
Strobilanthes pateriformis är en akantusväxtart som beskrevs av Gustav Lindau. Strobilanthes pateriformis ingår i släktet Strobilanthes och familjen akantusväxter. Inga underarter finns listade i Catalogue of Life.